# اوگاشیک
اوگاشیک یکی از رودهای آلاسکا است که به خلیج بریستول می‌ریزد.
درازای این رودخانه ۶۷ کیلومتر است.